# Hugo Gorge
Hugo Gorge (* 31. Januar 1883 in Botenwald, Mähren; † 25. Dezember 1934 in Wien) war ein österreichischer Architekt.

## Leben
Gorge besuchte von 1893 bis 1897 die Unterrealschule in Troppau und anschließend bis 1901 die Staatsgewerbeschule in Brünn. Von 1906 bis 1908 war er außerordentlicher Hörer an der Technischen Hochschule Wien und studierte von 1907 bis 1910 bei Friedrich Ohmann an der Akademie der bildenden Künste in Wien. Ab 1909 war er Mitarbeiter im Atelier von Friedrich Ohmann und von 1911 bis 1912 Assistent von Oskar Strnad an der Kunstgewerbeschule Wien. 1933 erhielt er die Befugnis zum Zivilarchitekten.

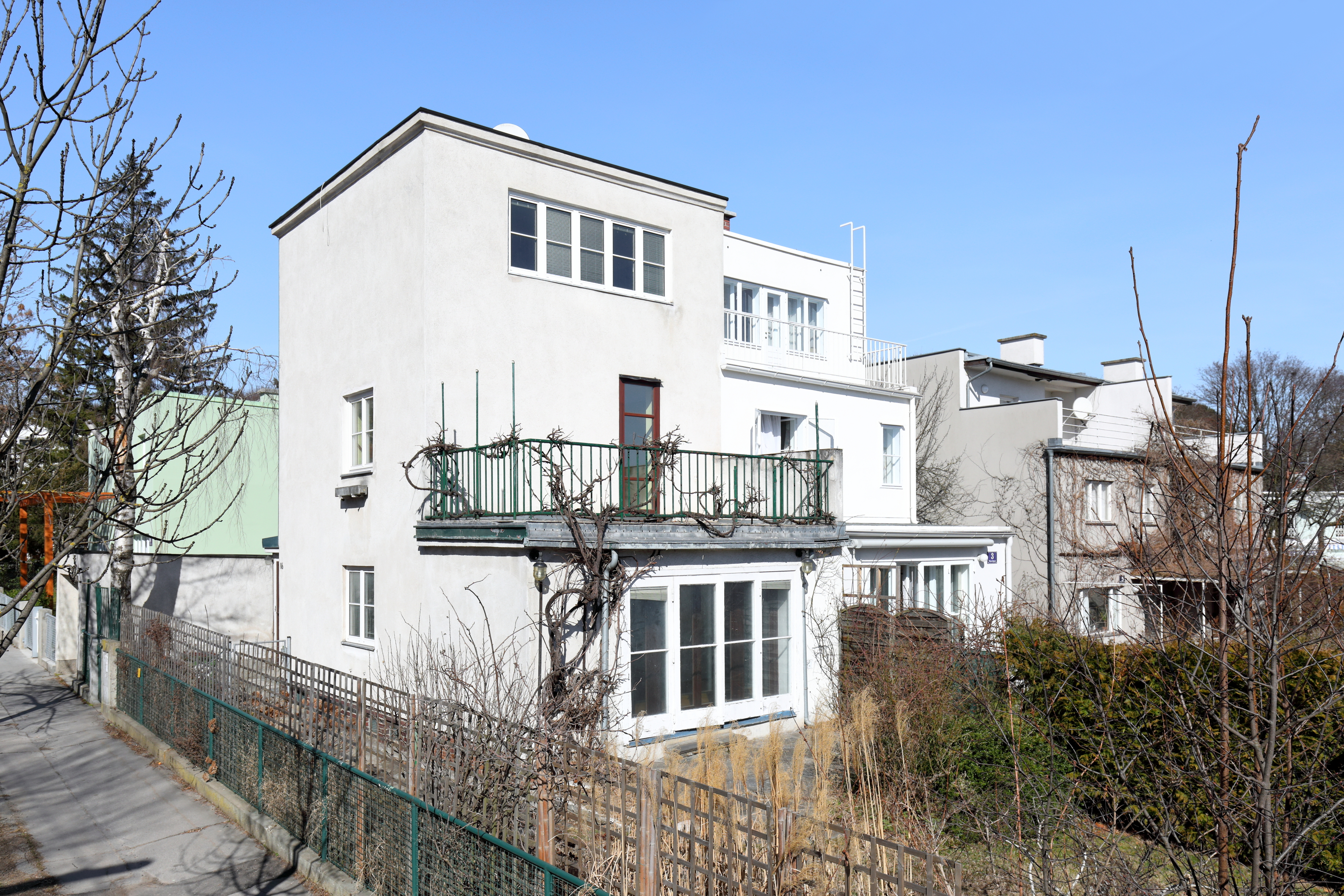
Doppelwohnhaus in der Werkbundsiedlung Wien (um 1930)

Er entwarf Inneneinrichtungen und errichtete einige Wohn- und Geschäftshäuser in Wien. 1932 beteiligte er sich mit einem Doppelwohnhaus an der Werkbundsiedlung Wien. Seine Entwürfe sind durch ornamentlose Schlichtheit gekennzeichnet. Er war damit neben Adolf Loos und Josef Frank ein früher Vertreter der Moderne in Wien.
In den Jahren 1933/1934 errichtete Gorge für sich und seine Familie eine Villa in Wien-Hietzing, Fleschgasse 8. Nur drei Monate nach der Fertigstellung starb der Architekt. Seine Ehefrau Lilly Gorge, geb. Czuczka, die ebenso wie er aus einer jüdischen Familie stammte, flüchtete 1938 mit den gemeinsamen Kindern Peter, Marianne und Wilhelm nach London.